# فراس بن رعد
فراس بن رعد الهاشمي (12 تشرين الأول 1969-)، أمير أردني وثالث أبناء الأمير رعد بن زيد. تتركز اهتماماته البحثية الأساسية في العدالة الصحية وتمويل الصحة وإصلاح النظم الصحية. وهو عضو مؤسس في العديد من المنظمات الإقليمية والدولية المكرسة لبناء السلام والتنمية المستدامة والصحة العالمية والمحلية، منها الجمعية الأردنية للماراثونات، هي منظمة غير حكومية تكرّس جهودها لتشجيع رياضة الركض عبر المسافات الطويلة لكافة الفئات والأعمار والقدرات الجسدية. نشر العديد من المقالات حول الصحة العامة والتنمية.

## التعليم والعمل
حصل فراس بن رعد على درجة الدكتوراه في السياسة الصحية الدولية والاقتصاد من كلية هارفارد للصحة العامة، ودرجة الماجستير في العلاقات الدولية من كلية جونز هوبكنز للدراسات الدولية المتقدمة.
عمل الأمير فراس مديراً إقليمياً للبنك الدولي في ماليزيا، وكان سابقاً المدير الإقليمي للبنك في الكويت. انضم الأمير فراس للبنك الدولي عام 2002 بصفة أخصائي سياسة صحية أول. قبل عام 2009، انصب اهتمام الأمير فراس على تنفيذ إصلاحات في القطاع الصحي في لبنان وفلسطين ومصر.
كما شغل منصب منسق البنك الدولي للتنمية البشرية لدول مجلس التعاون الخليجي. بين عامي 1997 و2000، شغل رعد منصب السكرتير الخاص للشؤون الصحية في الديوان الملكي الأردني لتقديم المشورة بشأن سياسة إصلاح القطاع الصحي. بين عام 2009 و2013، عمل في بعثة الرباعية في القدس، أولاً كمستشار وبعد ذلك كرئيس للبعثة، لدعم التنمية الاقتصادية الفلسطينية.

## حياته الخاصة
الأمير فراس هو ابن الأمير رعد بن زيد والأميرة ماجدة رعد. متزوج من دانا طوقان والتي أصبحت الأميرة دانا فراس، ولهما من الأبناء: 
- صفاء (26 تموز 2001)
- هيا (7 آذار 2003)
- هاشم (31 تشرين الأول 2010).

## أوسمة
- ميدالية الاستحقاق والتميز الفلسطينية من الدرجة الذهبية، قلده بها الرئيس الفلسطيني محمود عباس في مقر الرئاسة الفلسطينية في مدينة رام الله بتاريخ 18 ديسمبر 2013.[5]